# پیست هوکنهایمرینگ
پیست هوکنهایمرینگ (انگلیسی: Hockenheimring) یک پیست ورزش‌های موتوری در هوکنهایم، آلمان است.
این پیست که قبلا مسابقات فرمول یک استفاده می‌شد در سال ۱۹۳۲ افتتاح شده و ظرفیت آن ۱۲۰٬۰۰۰ نفر است.

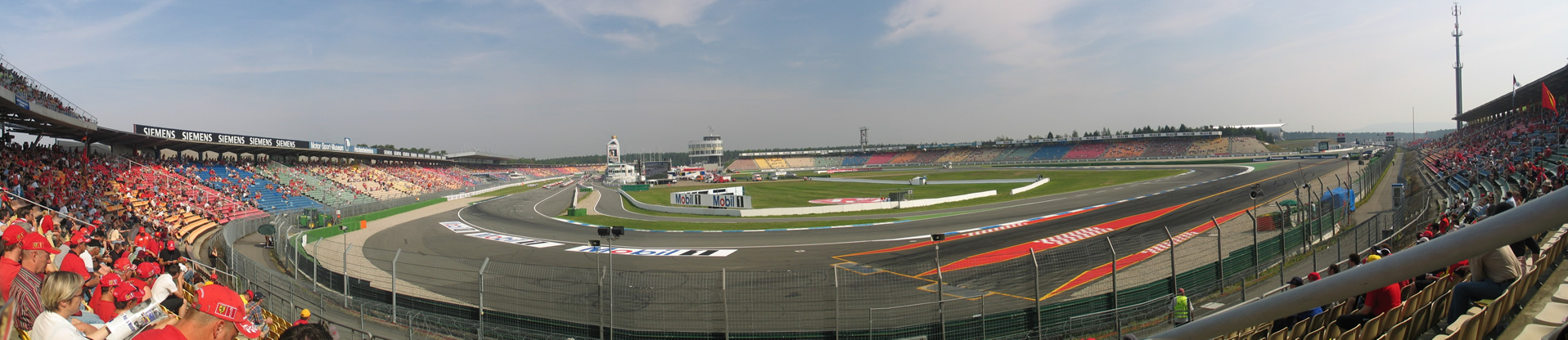
Hockenheimring 2004 as viewed from the "Südkurve" of the "Motodrom stadium section", with the main straight visible to the left and dragstrip to the right